# قضیه بورسوک-اولام

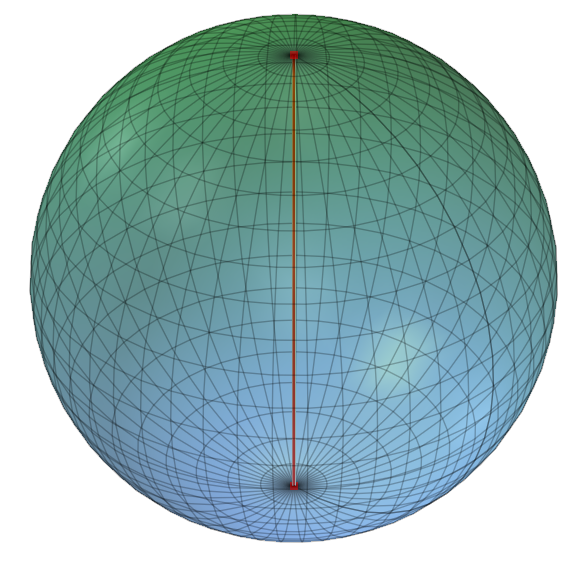
پادپای

قضیه بورسوک-اولام، در ریاضیات، بیان می‌کند که هر تابع پیوسته از یک کره n به فضای n اقلیدسی، یک جفت نقطه پادپای را به همان نقطه تصویر می‌کند. در اینجا، دو نقطه روی یک کره اگر دقیقاً در جهت مخالف مرکز کره باشند، پادپای نامیده می شوند.
با تعریف رسمی: اگر {\displaystyle f:S^{n}\to \mathbb {R} ^{n}} پیوسته باشد، وجود دارد {\displaystyle x\in S^{n}} به طوری که: {\displaystyle f(-x)=f(x)} .
برای {\displaystyle n=1}، این قضیه بیانگر اینست که همیشه یک جفت نقطه مخالف در استوای زمین با دمای یکسان وجود دارد. همین امر برای هر دایره‌ای نیز صادق است. این قضیه با فرض این بدست‌آمده است که دما به طور پیوسته در فضا تغییر می کند.
برای {\displaystyle n=2}، بیانگر اینست که در هر لحظه، یک جفت نقطه پادپای روی سطح زمین با دما و فشار یکسان وجود دارد. (مجدداً با فرض اینکه هر دو پارامتر به طور پیوسته در فضا تغییر می کنند.)

## تاریخچه
به گفته جری ماتوشک اولین ذکر تاریخی از بیان قضیه بورساک-اولسام در (Lyusternik و Shnirel'man 1930) ظاهر می شود. اولین اثبات توسط کارول بورساک ارائه شد، که در آن صورت‌بندی مسئله به استانیسلاو اولام نسبت داده شد. از آن زمان، اثبات‌های جایگزین مختلفی توسط نویسندگان مختلف پیدا شده است، که توسط (Steinlein 1985) جمع آوری شده است.

## عبارت‌های معادل
عبارت‌های زیر معادل قضیه بورساک-اولام هستند.

### برای توابع فرد
یک تابع فرد نامیده می‌شود اگر:{\displaystyle g(-x)=-g(x)} .
قضیه بورساک-اولام معادل عبارت زیر است: یک تابع فرد پیوسته از یک کره n به فضای n اقلیدسی دارای صفر است.
اثبات:
- اگر قضیه صحیح باشد، به طور خاص برای توابع فرد نیز صحیح است، اگر g فرد باشد داریم:{\displaystyle g(-x)=g(x)}  و همچنین {\displaystyle g(x)=0} . چون هر تابع فردی شامل مبدا مختصات است . بنابراین هر تابع پیوسته فرد دارای یک صفر است.
- برای هر تابع پیوسته {\displaystyle f} ، تابع زیر پیوسته و فرد است: {\displaystyle g(x)=f(x)-f(-x)} . اگر هر تابع فرد پیوسته یک صفر داشته باشد، پس {\displaystyle g} صفر دارد و بنابراین {\displaystyle f(x)=f(-x)} . از این رو قضیه صحیح است.